# Marchantiopsida
Les marcantiòpsides (Marchantiopsida) són una classe de hepàtiques que conté 4 ordres i prop de 17 famílies.

## Descripció
Són un grup que conté poques característiques comunes entre els diferents ordres que la comprenen. El gametòfit és generalment tal·lós mentre que l'esporangi està recobert per una única capa de cèl·lules. El gametòfit de les Marchantiales és complex i en la majoria d'espècies les càmeres d'aire estan presents dins del tal·lus i els seus teixit presenten cèl·lules especialitzades lliures de clorofil·la que contenen cossos oleífers (estructures que es troben dins de les cèl·lules del parènquima de reserva que acumulen olis essencials en el seu interior) El gametòfit de les Sphaerocarpales és simple, tal·lós, i pot ser profundament dividit o lobulat.
L'esporòfit roman submergit molt de temps dins la paret de l'arqueogoni i apareix poc abans de la maduresa de les meiòespores, un cop madures les espores són expulsades de la càpsula amb l'ajut dels elàters.

## Ordres
- Blasiales
- Marchantiales
- Neohodgsoniales
- Sphaerocarpales